# 열정의 무대 (2000년 영화)
열정의 무대(Center Stage)는 미국에서 제작된 니콜라스 하이트너 감독의 2000년 드라마 영화이다. 아만다 셜 등이 주연으로 출연하였고 로렌스 마크 등이 제작에 참여하였다.

## 출연

### 주연
- 아만다 셜
- 조 샐다나
- 수잔 메이 플랫

### 조연
- 피터 갤러거
- 도나 머피
- 데브라 몽크
- 에단 스티펄
- 사스차 레데스키
- 줄리 켄트

## 제작진
- 공동제작: 캐롤라인 베론
- 미술: 데이비드 그롭먼
- 세트: 수잔 보드
- 의상: 루스 마이어스
- 배역: 다니엘 스위